# Wolfram Nahrath
Wolfram Nahrath (* 1962) ist ein deutscher Neonazi-Kader und Rechtsanwalt. Er war bis zu deren Verbot 1994 Vorsitzender der Wiking-Jugend, war anschließend für die Heimattreue Deutsche Jugend tätig und Funktionär der rechtsextremen Nationaldemokratischen Partei Deutschlands (NPD).

## Leben
Wolfram Nahrath studierte Rechtswissenschaft und leistete in Berlin sein Referendariat ab. Er führt in Berlin eine Anwaltskanzlei und war als Vorsitzender der Wiking-Jugend Nachfolger seines Vaters Wolfgang Nahrath und seines Großvaters Raoul Nahrath. In der NPD wurde er im Jahr 2000 zum Vorsitzenden des Bundesschiedsgerichts gewählt.
Vor dem Freundeskreis Ulrich von Hutten forderte Wolfram Nahrath „eine Ehrenerklärung für den deutschen Soldaten, die als Fanal für die ganze Welt das lügenhafte Bild von den angeblichen Verbrechen der Deutschen Wehrmacht zum Einsturz bringen würde“. Tätig war Nahrath auch für die Gemeinschaft Deutscher Frauen, die Notgemeinschaft für Volkstum und Kultur und die Berliner Kulturgemeinschaft Preußen. Er sprach bei einer sogenannten „Reichsgründungsfeier“ des Brandenburger Landesverbandes der NPD am 19. Januar 2002.
2000 verteidigte er vor dem Landgericht Cottbus einen der wegen der Hetzjagd in Guben angeklagten Neonazis. 2006 verteidigte Nahrath den Bandleader der rechtsextremen verbotenen Skinhead-Musikgruppe Race War vor dem Stuttgarter Landgericht gegen den Vorwurf der Bildung einer kriminellen Vereinigung. Er trat 2009 bei der Beerdigung Jürgen Riegers als Redner auf.
Im November 2010 wurde bekannt, dass er den britischen Bischof der Piusbruderschaft Richard Williamson gegen den drohenden Ausschluss aus der Priestervereinigung anwaltlich vertreten sollte. Offenbar trennte Williamson sich auf Druck der Bruderschaft wieder von ihm.
Er nahm als Pflichtverteidiger für Ralf Wohlleben am sogenannten NSU-Prozess vor dem Oberlandesgericht München teil. In einem erneuten Strafprozess gegen die ehemalige Rechtsanwältin und mehrfach verurteilte Holocaustleugnerin Sylvia Stolz übernahm Nahrath im Februar 2015 die Verteidigung.
2016 verteidigte Nahrath den NPD-Politiker Marcel Zech, welcher für das öffentliche Zeigen einer verfassungsfeindlichen Tätowierung der Volksverhetzung angeklagt wurde, sowie den  Pankower NPD-Vorsitzenden Christian Schmidt, der wegen Freiheitsberaubung und Nötigung vor Gericht stand.
Die Geburt seiner Kinder gab Nahrath in der von Jürgen Rieger herausgegebenen Nordischen Zeitung bekannt.
2020 verteidigte Nahrath die Holocaustleugnerin Ursula Haverbeck vor dem Amtsgericht Berlin-Tiergarten, 2021 die Rechtsextremistin Susanne Gemeinhardt-Seitz vor dem Oberlandesgericht München. Nahrath zitierte in dem Verfahren in München wiederholt Joseph Goebbels und Adolf Hitler.